# 貝塚市立第一中学校
貝塚市立第一中学校（かいづかしりつだいいちちゅうがっこう）は、大阪府貝塚市にある公立中学校である。略称は「貝塚一中」「貝一」「一中」。

## 沿革
1947年の学制改革の際、貝塚市では市域全域を校区とし、男子中学校の貝塚市立第一中学校と女子中学校の貝塚市立第二中学校が設置された。第一中学校は貝塚市立工業学校（現在の大阪府立貝塚高等学校）に併設された。
翌1948年には貝塚市立第三中学校が設置され、また各中学校を男女共学として市内を3中学校の校区に分けた。これに伴い、第一中学校校区となった地域在住の女子生徒を第二中学校から編入するとともに、第二中学校・第三中学校校区となった地域に在住する男子生徒が各中学校に転出するなど、各中学校間で生徒の交換・交流がおこなわれた。
1948年には現在地に校舎が竣工し、翌1949年までに完全移転している。

### 年表
- 1947年4月1日 - 学制改革により貝塚市立第一中学校設置。
- 1947年4月21日 - 入学式挙行。貝塚市内全域の男子生徒が就学。
- 1948年4月 - 校区変更（貝塚市内の一部のみを校区に変更）と男女共学化。
- 1948年8月15日 - 貝塚市加治84番地（現在の学校所在地、当時の住所表示）に校舎第1期工事、8教室竣工。
- 1949年7月17日 - 全生徒を新校舎に収容。
- 1949年10月5日 - 貝塚市立の3中学校合同で新校舎落成記念式を実施（第三中学校にて）。この日を創立記念日と定める。
- 1966年4月1日 - 大阪府教育委員会から道徳教育の研究校に指定される。
- 1971年5月25日 - 大阪府教育委員会から技術家庭科の研究校に指定される。
- 1976年 - 校区の一部変更。この年入学の生徒より、当校校区のうち貝塚市立南小学校の校区を貝塚市立第四中学校の校区へ分離。
- 1977年 - 校区の一部変更。この年入学の生徒より、貝塚市立中央小学校の校区の一部を当校校区に編入。
- 1977年6月8日 - 文部省から生徒指導推進研究校に指定される。
- 1994年6月6日 - 文部省から武道指導推進研究校に指定される。

## 交通
- 南海本線・水間鉄道水間線 貝塚駅 南へ約700m。

## 出身者
- 植田拓 - 元プロ野球選手
- 上野響平 - プロ野球選手
- 小園健太 - プロ野球選手